# 7449 Döllen
7449 Döllen eller 1949 QL är en asteroid i huvudbältet, som upptäcktes 21 augusti 1949 av den tyske astronomen Karl Wilhelm Reinmuth i Heidelberg. Den har fått sitt namn efter astronomen Johann Heinrich Wilhelm Döllen.
Asteroiden har en diameter på ungefär 3 kilometer.